# Pont sur la Dourbie (Nant)
Le pont sur la Dourbie, aussi appelé pont de la Prade, est un pont situé en France à Nant, dans le département de l'Aveyron en région Occitanie.
Il fait l'objet d'une inscription au titre des monuments historiques depuis 1944.

## Description
Pont de deux arches en plein cintre réalisé en maçonnerie. La pile centrale est renforcée par un avant-bec et un arrière-bec triangulaires.
Avec des ouvertures de 23,10 m, les arches de ce pont sont les plus grandes du Rouergue. La pile a une épaisseur de 4,70 m.

## Localisation
Le pont est situé sur la commune de Nant, dans le département français de l'Aveyron.

## Historique
Pont datant du XIVe siècle.
L'édifice est inscrit au titre des monuments historiques le 26 octobre 1944.